# Мясной налог
Налог на мясо — гипотетический налог на мясную продукцию или другие продукты животноводства. Предлагается к введению исходя из соображений здравоохранения, сокращения выбросов углекислого газа в атмосферу, а также по гуманитарным причинам.
Королевский институт международных отношений и Университет Глазго в докладе 2015 года под названием «Меняющийся климат, меняющиеся диеты: пути к снижению потребления мяса» призывали к введению налога на красное мясо.
Адам Бриггс из Оксфордского университета провёл исследование, в котором заключил, что налог на продукты с высоким выбросом углерода может положительно сказаться как на экологии, так и на здоровье великобританцев.
Уильям Риппл предложил увеличить цены на мясо посредством налогов или квотами на эмиссии парниковых газов.
Марко Спрингманн из программы Оксфордского университета о еде будущего также предложил ввести налог на мясо и молочные продукты.
PETA также призывает ввести налог на мясо.
Датский совет по этике призвал к введению налога на мясо в Дании.
В 2017 году организация по вопросом животноводства (FAIRR) сообщила, что налоги на мясо становятся всё более вероятными.
В ноябре 2018 года экспертный совет при правительстве России предложил ввести налог на «колбасу, сосиски и бекон», как повышающие риск онкологических заболеваний. Предложение было поддержано министерством здравоохранения.